# Warngau
Warngau è un comune tedesco di 3 692 abitanti, situato nel land della Baviera.
Nel territorio di Warngau vi è la cosiddetta Croce di Timoteo, un monumento in pietra fatto erigere, nella seconda metà del XVI secolo dal cartografo tedesco Philipp Bienewitz in memoria del fratello Timoteo, morto a causa di una caduta da cavallo mentre lo accompagnava nelle sue misurazioni cartografiche.